# 백마초등학교 장항분교
백마초등학교 장항분교는 대한민국 경기도 고양시 일산동구 장대길 64-27에 있었던 공립 초등학교이다.
폐교 이후 2년정도 비워져 있다가 위센터가 들어오게 되면서 위센터로 이용되고 있다.
여담으로 주변이 전부 공장이여서 이곳에 학교건물이 있는지 모르는 사람이 태반이다.

## 연혁
- 1982. 09. 01 백마국민학교 장항분교장 개교
- 1996. 03. 01 백마초등학교 장항분교장으로 교명변경
- 2003. 11. 03 골프연습장 설치
- 2005. 03. 01 2학급으로 편성(1,2학년 복식학급)
- 2009. 09. 01 제16대 교장 양희춘 부임
- 2010. 03. 01 1․3학년, 2학년 - 2학급 편성
- 2011. 03. 01 폐교
- 2013. 06. 01 ~ 고양교육지원청 위센터로 활용